# Zemlja tamjana
Zemlja tamjana je naziv za zaštićene lokalitete na putu tamjana u pokrajini Dhofar u Omanu. Oni uključuju nasade stabala tamjana u dolini Wadi Dawkah, ostatke utvrde Šisr, i pripadajuće utvrđene luke Khor Rori (slika desno) i Al-Balid, koji zajedno slikovito dočaravaju trgovinu tamjanom koja je stoljećima cvala u ovom području. Trgovina tamjanom je bila jedna od najvažnijih trgovina antike i srednjeg vijeka, a rasprostirala se od Zemlje tamjana prema Mezopotamiji, Sredozemlju, Indiji i Kini. Zbog toga su zajedno upisani na UNESCO-ov popis mjesta svjetske baštine u Aziji i Oceaniji 2000. godine.

## Odlike
Park tamjana Wadi Dawkah, u kojemu još postoje zasadi tamjanova drva, bio je naseljen još u mlađem kamenom dobu kada se ovdje vadio i diorit, a stanovnici ove doline (wadi) su trgovali tamjanom i dioritom s Mezopotamijom i Egiptom oko 3000. pr. Kr.
Šisr (Wubar) je utvrđena karavanska oaza koja se nalazi u pustinji 180 km sjeverno od Salalaha. Ona se nalazi na putu od Nedžda gdje se skupljao tamjan do luke Sumhuram, a izgrađena je na mjestu stare utvrde iz željeznog doba. Od nje su danas ostali samo urušena kupola od vapnenca, izgrađena kako bi se zakrila špilja s izvorom vode, te ostaci kamenih zidina koji su okruživali utvrdu u obliku nepravilne zvijezde čiji su kraci bili usmjereni prema ključnim točkama u kompasu; svojevrsna tradicija u južnoj Arabiji.
Luka Sumhuram ili Khor Rori, poznata i kao Moscha u antičkim geografskim tekstovima, nalazi se 40 km istočno od Salalaha na brdu iznad uvale (khor). Utvrdio ju je kralj Hadramauta, Il`azz Jalut, u 1. stoljeću kako bi kontrolirao trgovinu tamjanom. Ona je postala središtem trgovine još u 1. i 2. stoljeću pr. Kr., a zahvaljujući bliskim vezama s kraljevstvom Šabua luka je postala iznimno bogatom. Ostaci njezinih zidina s tornjevima su najbolje očuvani na sjevernom ulazu koji se sastoji od troja vrata u nizu na strmom uzlaznom putu.
Al-Balīd (poznat i kao Dhofar, Dhufar i Zafar) je lokalitet urušene srednjovjekovne utvrde iznad uvale kroz koju je dolazila voda s planina. Njena propast je započela arapskim i perzijskim pustošenjima u 12. i 13. stoljeću, a dovršena je utvrđivanjem portugalskih trgovačkih putova u 15. stoljeću koji su ju zaobilazili. Od arheoloških nalaza najznamenitiji su ostaci „Velike džamije” koja je s tri strane okružena velikom terasom. Džamija ima i unutarnje dvorište te temelje kvadratičnog minareta promjera 4 m na sjeveroistočnom kutu. Središnja molitvena dvorana imala je mrežu od 144 osmerokutna stupa koji su nosili krov.

## Poveznice
- Put tamjana
- Gradovi na putu tamjana u pustinji Negev

## Vanjske poveznice
- Panoramske fotografije lokaliteta  Arhivirana inačica izvorne stranice od 19. svibnja 2011. (Wayback Machine)
- Tony Walsh, Put tamjana  Arhivirana inačica izvorne stranice od 18. svibnja 2012. (Wayback Machine) na omanholiday.co.uk (PDF) (arap.) (engl.)